# 우에스카도
우에스카주(스페인어: Huesca, 아라곤어: Uesca, 카탈루냐어: Osca, 공식 표기 Huesca/Uesca)는 스페인 북동부 아라곤 지방의 북부에 위치한 스페인의 주이다. 주도는 우에스카이다. 피레네산맥 중심의 남쪽에 자리 잡은 우에스카주는 프랑스의 피레네자틀랑티크주, 오트피레네주와 국경을 맞대고 있다. 스페인에서는 나바라주, 사라고사도, 례이다도와 경계를 이룬다.

## 지리
15626 km2의 영역이 대개 산악 지형으로 이뤄진, 우에스카주는 2018년에 총 인구가 219345명이었으며, 이주의 거의 4분에 1은 주도인 우에스카에 거주한다. 14.62/km2에 이르는 낮은 인구 밀도는 우에스카의 거친 우거진 계곡, 강, 우뚝 솟은 산맥들이 상대적으로 보존적이고 개발되지 않았다는 것을 의미한다. 우에스카주는 크게 북부에 위치한 산악 지대와 남부에 위치한 평원 지대로 나뉘는데, 산악 지대는 가축 방목이 주를 이루고 있고, 평야 지대는 올리브, 사탕무, 포도주 생산을 비롯한 관개 농업이 주를 이룬다.

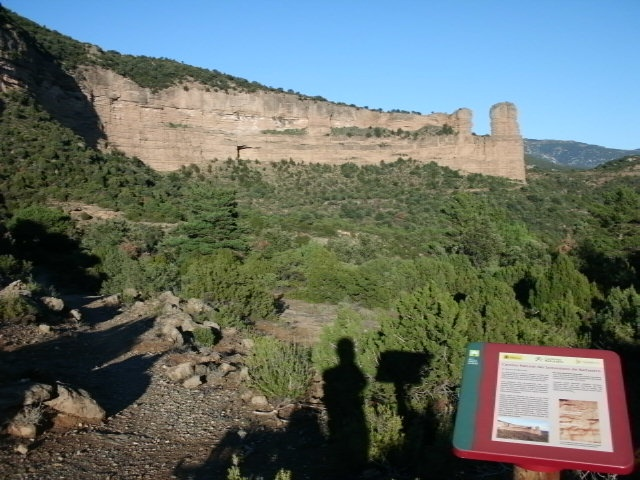
"모르라노의 알" 또는 "페냐 팔코네라" 바위 지형 (El Huevo de Morrano).

장엄한 풍경, 피레네산맥에서 가장 높은 산인 아네토산, 몬테 페르디도와 같은 만년설산, 동식물이 풍부하고 보호받고 있는 오르데사 및 몬데 페르디도 국립 공원 등이 위치했다. 등산객, 동굴 탐험가, 패러글라이더, 급류 래프팅을 타는 사람들에게 인기가 많으며, 칸단추, 포르미갈, 아스툰, 판티코사, 세를레르를 비롯한 유명 리조트에 있는 스키장도 인기가 많다.

## 역사
로마인들은 우에스카주를 식민화하여, 히스파니아 타라코네시스 속주의 북쪽을 형성했고, 서고트족들이 도래한 5세기까지 계속 살아왔다. 산악 지형의 개척 지역이었기에, 이곳을 다스리기가 어려웠다. 이 지역은 한때 나바라 왕국에 속했지만 떨어져 나와 프랑크인들과 동맹을 맺어 간신히 초기 무어인들의 침략을 막아내고 프랑크 왕국의 변경백이 되었다. 이들 변경백들에게 주어진 주권성이나 독립성은 아라곤 연합왕국, 궁극적으로는 스페인 왕국의 전조인 아라곤 왕국을 생기게 하였다.

## 행정 구분
현재 우에스카주는 10개의 코마르카와 202개의 지방자치단체로 구성된다.
| 코마르카                 | 중심 도시               |
| ------------------------ | ----------------------- |
| 알토 가예고              | 사비냐니고              |
| 바호 신카                | 프라가                  |
| 신카 메디오              | 몬손                    |
| 오야 데 우에스카         | 우에스카                |
| 하세타니아               | 하카                    |
| 라 리테라                | 타마리테 데 리테라      |
| 모네그로스               | 사리녜나                |
| 리바고르사               | 그라우스, 과거 베나바레 |
| 소브라르베               | 아인사, 볼타냐          |
| 소모타노 데 바르바스크로 | 바르바스트로            |

다음 우에스카주에 중심 도시를 두고 있는 코마르카에는 사라고사주의 지방자치단체들이 포함된다:
- 바호 신카: 메키넨사.
- 오야 데 우에스카: 무리요데가예고, 산타에울랄리아데가예고.
- 하세타니아: 아르티에다, 미아노스, 살바티에라데에스카, 시궤스.
- 모네그로스: 라알몬다, 부하랄로스, 파를레테, 레시녜나, 모네그릴로, 페르디게라.

## 언어
스페인어가 이 주의 주 언어이다. 그럼에도 우에스카주의 중부와 북부에 있는 지역어들은 (종종 파블라, fabla라고 불림) 아라곤어에 속하며, 현재는 하센타니아의 아라곤 계곡, 알토가예고, 소브라르베, 리바고르사 같은 최북단의 코마르카들에 주로 남아 있으며, 이 지역들은 지금까지 내륙에 위치하고 고립되어서 21세기에도 그들의 언어를 지키는데 도움을 주었다.
우에스카주의 극동쪽에는 아라곤어나 카탈루냐어로 분류하기 힘든 전통 억양이 섞인 카탈루냐어를 구사한다.

## 같이 보기
- 우에스카주의 지방자치단체 목록